# 久保田和男
久保田和男（1962年9月—），日本群马县人。日本汉学家、历史学家，長野工業高等專門學校一般科教授。

## 简介
1982年入读日本早稻田大学第一文学部，1986年入读早稻田大学大学院文学研究科硕士课程,1988年获硕士(修士)文凭,并入早稻田大学大学院文学研究科博士课程,以及开始在东京一所高中教书至1997年。1998年至2008年在长野高等工业专门学校担任助教授,并在2003年获早稻田大学文学博士,博士论文为《宋代开封研究》。2009年晋升长野工业高等专门学校一般科教授。久保田和男同时是日本史学会东方学会、东洋史研究会、宋代史研究会、日本历史学协会成员。

## 作品
- 1988年：《宋代社会的网络》（出版社：汲古書院）
- 2006年：《宋代的長江流域》（出版社：汲古書院）
- 2007年：《宋代开封研究》（出版社：汲古書院，中文版：上海古籍出版社2010年）
- 2007年：《宋代社会的空间与交流》（出版社：汲古書院，中文版：河南大学出版社2008年）
- 2007年：《北宋开封玉清昭应宫的建造及其被焚——兼论宋真宗到仁宗（刘太后）时期政治文化之变迁》（收录于《都市繁华:1500年来的东亚城市生活史》，2010年中华书局）
- 2009年：《宋史研究在日本的现状和问题》（出版社：汲古書院）
- 2010年：《「宋代中国」的相对化》（出版社：汲古書院）

## 相关链接
- 久保田和男在研究开发支援综合目录手册网站上的页面 （页面存档备份，存于）
- 久保田和男个人主页[永久]